# Stazione di Ceccano
La stazione di Ceccano è una stazione ferroviaria posta sulla linea Roma-Napoli via Cassino.
È gestita da Rete Ferroviaria Italiana controllata del Gruppo Ferrovie dello Stato.

## Storia
La stazione è stata inaugurata nel 1862, in occasione dell'apertura del tronco Segni-Ceprano.
Negli ultimi anni la stazione ha subito numerosi interventi di ristrutturazione e riqualificazione sia per quanto riguarda il fabbricato viaggiatori (grazie all'associazione Tolerus) sia per quanto riguarda il piazzale ferroviario, grazie ai lavori finanziati da Rete Ferroviaria Italiana.

## Struttura ed impianti
Il fabbricato viaggiatori si compone di due livelli interamente aperti al pubblico: infatti dal 2005, grazie ad un accordo con Rete Ferroviaria Italiana, l'associazione Tolerus (che si occupa di educazione e protezione dell'ambiente, sito ufficiale www.tolerus.it) ha effettuato numerosi interventi di restauro e riqualificazione del fabbricato viaggiatori. 
Tramite il progetto "Ecostazione", realizzato in collaborazione con RFI e Tolerus, il fabbricato viaggiatori ospita i seguenti servizi:
- Un centro di documentazione/biblioteca sulle tematiche ambientali.
- Un'area adibita a museo e ad esposizioni temporanee.
- Una sala riunioni e convegni.
- Una sala lettura.
- Un laboratorio didattico.
- Una sala informatica e multimediale.
- Amministrazione e segreteria dell'associazione.

Inoltre nel giardino presso l'area ferroviaria, Tolerus in collaborazione con l'Istituto Tecnico per l'Agricoltura e l'Ambiente di Frosinone, ha realizzato i seguenti interventi:
- Ristrutturazione completa del giardino, tramite l'installazione di aiuole, fontane, panchine ed un orto botanico.
- Installazione di pannelli informativi riguardanti gli aspetti naturalistici del territorio.
- Realizzazione di percorsi di birdgardening attrezzati con nidi artificiali, mangiatoie e siepi.
- Costruzione di una voliera per gli uccelli in difficoltà e bisognosi di cure.

L'edificio è in muratura ed è decorato da numerosi murales dove vengono raffigurati paesaggi naturali attraversati da un treno Minuetto. La struttura si compone di cinque finestre quadrate per ciascun piano.
La stazione disponeva di uno scalo merci con annesso magazzino: oggi (2011) lo scalo è stato smantellato mentre il magazzino è stato convertito a deposito. L'architettura del magazzino è molto simile a quella delle altre stazioni ferroviarie italiane.
Sono presenti altri piccoli fabbricati; queste strutture, che ospitavano il bar della stazione ed i servizi igienici, si sviluppano su un solo livello e anch'esse sono decorate da vivaci murales. Una di esse ospita attualmente un bar di recente apertura, inaugurato nel 2012.
La pianta dei fabbricati è rettangolare.
Anche il piazzale binari ha subito profondi mutamenti: prima del 2011 esso consisteva di tre binari (due di corsa, uno su tracciato deviato) collegati da una passerella in superficie. Nel maggio di quell'anno, Rete Ferroviaria Italiana ha concluso gli interventi di modernizzazione: il binario su tracciato deviato è stato rimosso; in questo modo è stato possibile aumentare la larghezza delle banchine che sono state adeguati agli standard del servizio ferroviario metropolitano (250 m di lunghezza 55 cm di altezza); a protezione delle banchine è stata costruita una lunga pensilina che ripara dalle intemperie i viaggiatori in attesa. Inoltre è stato costruito un sottopassaggio dotato di scale e rampe che permettono l'accesso ai disabili.
Infine sono stati potenziati gli impianti di trazione elettrica e di segnalamento dei treni.
In un comunicato Rete Ferroviaria Italiana afferma che l'investimento complessivo è stato di 2 milioni e 300 000 euro per un investimento infrastrutturale che consentirà anche l'aumento delle potenzialità della ferrovia Roma-Cassino.
Dopo gli interventi di adeguamento infrastrutturale, il piazzale è composto da due binari entrambi di corsa: il binario 1 viene generalmente utilizzato dai treni con numerazione dispari, il binario 2 da quelli pari.

## Servizi
La stazione offre i seguenti servizi:
- Biglietteria self-service (solo biglietti regionali) attiva 24/24 h[4].
- Parcheggio di interscambio auto[4]
- Sottopassaggio
- Sala di attesa
- Bar
- Parcheggio bici[4]
- Stazione video sorvegliata
- Stazione accessibile ai disabili

## Movimento
Il servizio passeggeri è svolto in esclusiva da Trenitalia (controllata del gruppo Ferrovie dello Stato) per conto della Regione Lazio.
I treni che effettuano servizio in questa stazione sono di tipo Regionale.
In totale sono quarantacinque i treni che tra feriali e festivi effettuano servizio in questa stazione. Le principali destinazioni sono: Roma Termini, Cassino e Caserta.